# Ana Santos Aramburo
Ana Santos Aramburo (née en 1957 à Saragosse) est la directrice de la bibliothèque nationale d'Espagne depuis février 2013,,,.

## Biographie
Santos a obtenu un diplôme en géographie et histoire à l'université de Saragosse, ainsi qu'un diplôme en bibliothéconomie et documentation du Centre d'études documentaires du ministère de la Culture. Sa thèse était intitulée Documentation artistique dans les archives des protocoles notariaux de Saragosse au 17e siècle.
En 1982, elle a commencé à travailler à l'université complutense de Madrid, où elle a effectué une bonne partie de sa carrière professionnelle. Entre 1987 et 1991, elle y a travaillé à la bibliothèque de la faculté des sciences économiques et commerciales, où elle a servi en tant que directrice adjointe. Entre 1993 et 2001, elle a été vice-directrice de la bibliothèque de l'université complutense, ayant la responsabilité de l'informatisation et de nouveaux services pour accéder à l'information scientifique à travers le réseau. Entre octobre 2003 et mars 2007, elle a été directrice de la bibliothèque historique Marquis de Valdecilla, qui est le dépositaire du patrimoine bibliographique de l'université complutense. Elle a également été directrice générale des bibliothèques et des archives de la mairie de Madrid, et directrice de l'action culturelle de la Bibliothèque nationale (2003-2007),,.

## Directrice de la bibliothèque nationale d'Espagne
Le ministère de l'Éducation, de la Culture et du Sport a nommé Santos pour succéder à Gloria Pérez-Salmerón en tant que chef de la bibliothèque nationale d'Espagne. Après sa nomination, Santos a été impliqué dans la mise en place du dépôt légal numérique,.
En avril 2014, elle a travaillé sur la résolution des instances d'approbation qui réglementerait l'octroi de « bibliothécaire émérite » pour les professionnels qui se sont démarqués dans leurs services à l'institution,. En juillet 2014, elle a été impliquée dans le droit réglementaire de la bibliothèque nationale d'Espagne, qui doterait à la bibliothèque d'une plus grande autonomie, ainsi que d'un statut similaire au musée du Prado et le musée national centre d'art Reina Sofía,,.

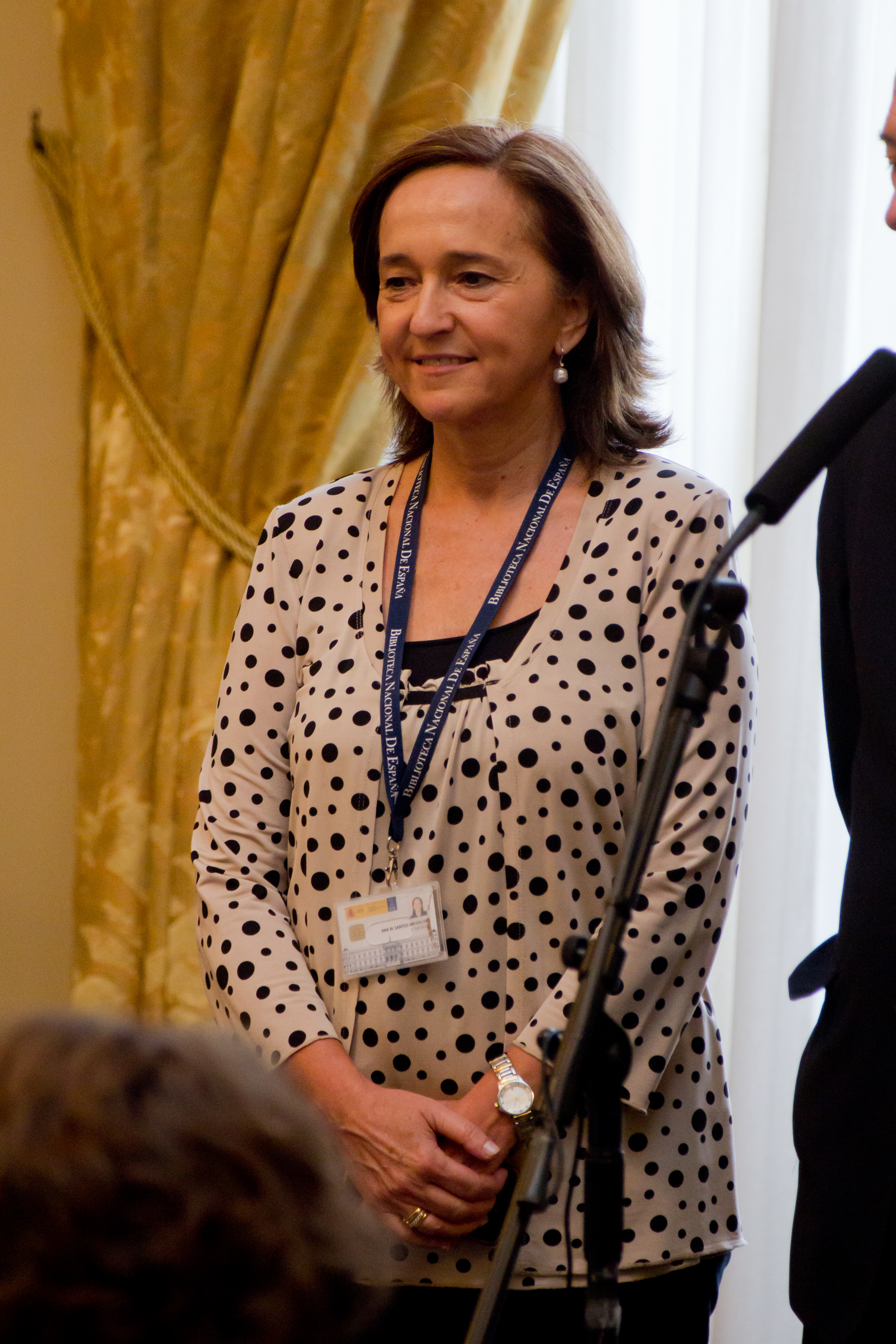
Ana Santos Aramburo pendant la journée contributive sur la langue et la littérature espagnol en 2014.

## Travaux
- « La lectura: mucho más que un negocio ». Informe Omniprom: 53-58. 2013.
- « El archivo de la web española ». Revista Trama y Texturas (22): 101-110. Diciembre de 2013.
- « Una lectora de libros de caballerías: La Condesa de Campo de Alange ». Amadis de Gaula: 500 años de libros de caballerías. Catálogo de la exposición celebrada en la Biblioteca Nacional de España (Madrid: BNE). 2008.
- « La colección de libros de caballerías de la Condesa de Campo de Alange ». Pliegos de Bibliofilia: 3-16. 2004.
- « Las procedencias de la Biblioteca Histórica de la Universidad Complutense: una primera aproximación ». La Memoria de los libros. Estudios sobre el estudio del escrito y de la lectura en Europa y América (Salamanca: Instituto de Historia del Libro y de la Lectura). 2004.
- « La colección de incunables de la Biblioteca Histórica de la Universidad Complutense ». [Ed.facsimilar de la ed. de Segovia, Juan Parix, 1472]. Andrés Escobar: Modus Confitendi (Segovia). 2004.
- « La Biblioteca Histórica de la Universidad Complutense ». CLIP (40). 2003.
- « El bachiller de Borja Pedro de Moncayo y las distintas ediciones de su "Flor de varios romances" ». Cuadernos de Estudios Borjanos (CSIC, Institución Fernando el Católico (en prensa)).
- El padre Florez y la Biblioteca Histórica de la Universidad Complutense. Madrid: Biblioteca Histórica. 2003.
- Sermones y oraciones fúnebres dedicadas al Cardenal Cisneros en la Biblioteca Histórica de la Universidad Complutense. Madrid: Biblioteca Histórica. 2003.
- « Sor Mariana Sallent, poetisa clarisa del siglo XVII ». Cuadernos de Estudios Borjanos (CSIC, Institución Fernando el Católico). Tercer trimestre de 2002.
- « Los servicios bibliotecarios: tradición y modernidad ». Actas XII Jornadas de la Asociación Andaluza de Bibliotecarios (Sevilla). 2000.
- « El impacto de las nuevas tecnologías en la Biblioteca Universitaria. II Jornadas de gestión administrativa de la UCM. Ponencias y conclusiones del área de Biblioteca ». Documentos de Trabajo de la Biblioteca de la Universidad Complutense, 94/4.
- « Conversión retrospectiva: Métodos y propuestas de viabilidad ». Tratado básico de Biblioteconomía (Editorial Complutense). 1995.
- « Internet y las Bibliotecas Universitarias ». Actas de II Congreso de la Asociación de usuarios de INTERNET (Madrid). 1997.
- « Los servicios de proceso técnico ante el almacenamiento masivo de registros en redes de área local ». Congreso sobre el CD-ROM en red (Universidad de Cádiz). 1995.